# Battaglia di Zirknitz
La battaglia di Zirknitz è uno scontro avvenuto il 27 settembre 1813 tra le forze franco-italiane del generale Palombini e le forze dell'ala sinistra dell'esercito austriaco, sotto il comando del generale Csivich nei pressi della cittadina slovena. Questo fu l'ultimo scontro tra i due eserciti avvenuto nelle Province Illiriche. 

## Contesto storico
Dopo la campagna di Russia, la Grande Armée versava in una condizione di debolezza mai vista fino ad allora. Le altre nazioni europee ostili alla Francia non persero l'occasione per attaccare il nemico e provare a sbarazzarsi di Napoleone una volta per tutte. Dopo mesi di combattimenti tra Polonia e Germania, le due parti concordarono una tregua, mediata dall'Austria, sperando di trovare un accordo per una pace duratura. Napoleone, eccessivamente orgoglioso e testardo, rifiutò le proposte fatte dagli alleati e si preparò a combattere nuovamente al termine dell'armistizio. Nell'agosto del 1813 la guerra riprese con l'Austria, prima neutrale, schierata contro il generale corso.
Fiutando le intenzioni del cancelliere Metternich, Napoleone inviò in Italia il suo figliastro Eugenio, uno dei suoi migliori generali, chiedendo lui di raccogliere un esercito e preparare le difese, attendendo l'apertura di un nuovo fronte a sud delle Alpi. Eugenio riuscì ad assemblare un esercito di circa 50000 uomini e si diresse in Friuli, dove aveva deciso di sbarrare la strada all'esercito austriaco. Divise il suo esercito in modo da bloccare i principali accessi alla penisola, attendendo solo la notizia della fine della tregua per dare inizio allo scontro con gli asburgici.

## Antefatti

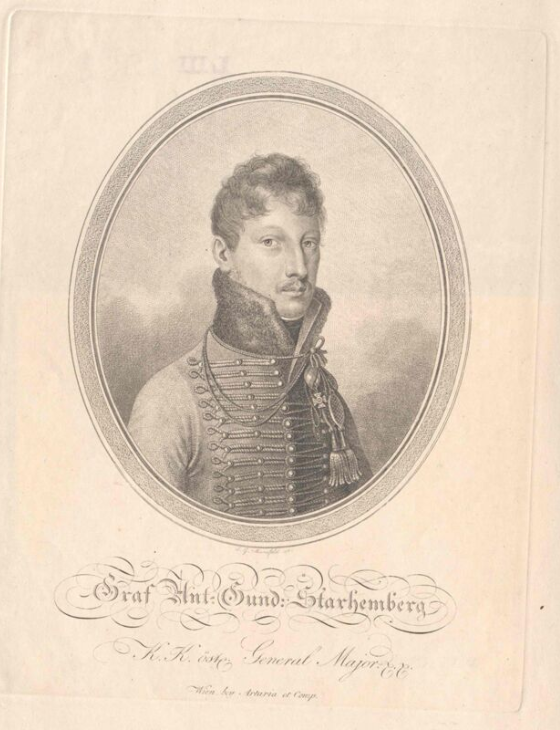
Il colonnello Starhemberg

Sebbene inizialmente la campagna stesse volgendo in favore dei napoleonici, che avevano occupato Villaco e sconfitto una brigata austriaca a Feistritz, le cose peggiorarono rapidamente: la brigata Bellotti fu attaccata e distrutta a Kaplawas, poi la Guardia Reale fu sconfitta sia a San Marein sia a Weichselburg dal colonnello Milutinović e dal generale Rebrovich. Per ripristinare in minima parte il controllo nella Slovenia centrale, Eugenio aveva portato a San Marein la divisione Marcognet, pianificando di attaccare le forze di Rebrovich, in questo momento ferme a Weichselburg, e prendere il possesso della regione. Nel frattempo, il 25 settembre i colonnelli Milutinović e Starhemberg avevano attaccato e sconfitto e catturato 300 uomini della cavalleria del generale Perreymond, i cui resti fuggirono e si unirono alle forze del generale Palombini, non lontano da Adelsberg.
Le due colonne austriache di Milutinović e di Starhemberg si unirono a quella di Csivich, che raggiunse gli altri due ufficiali austriaci il 26 settembre nei pressi di Reisnitz. Insieme le tre forze, dopo aver appreso che Palombini aveva lasciato Zirknitz, decisero di riprendere la marcia verso nord, aspettandosi una ritirata verso nord-ovest da parte del generale italiano. Csivich avanzò verso Neudorf mentre gli altri due ufficiali si diressero verso Oblag. Con loro gran sorpresa i due colonnelli austriaci si trovarono di fronte la testa della divisione di Palombini, mossosi proprio in direzione degli austriaci. Le due parti, ritendo che fosse troppo tardi per uno scontro, non ingaggiarono alcun combattimento, quindi si allontanarono, cercando una posizione dove passare la notte. Un emissario fu mandato a Csivich, richiedendo che si spostasse per supportare le altre due colonne in caso di battaglia il giorno seguente.

## La battaglia

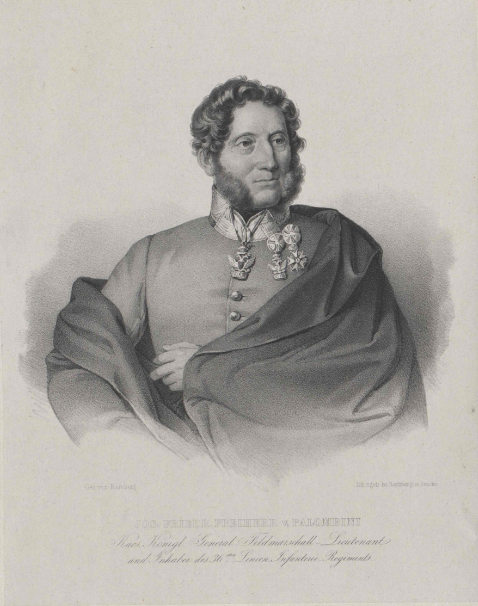
Il generale Palombini

Il 27, verso le otto del mattino, il generale Csivich si unì alle colonne dei colonnelli Starhemberg e Milutinović, e si preparava ad attaccare con esse le posizioni che la divisione italiana aveva occupato. Ad ogni modo, forse ingannato da alcuni falsi rapporti sui numeri degli austriaci o semplicemente timoroso per la propria posizione, il generale Palombini ritenne opportuno rifiutare lo scontro che gli veniva offerto. Palombini si ritirò a Zirknitz, lasciando indietro solo due battaglioni che si stabilirono in una forte posizione difensiva di fronte alla cittadina. Attaccata quasi immediatamente, la retroguardia di Palombini oppose una buona resistenza, respingendo due volte la colonna del tenente colonnello Pichler e sarebbe persino riuscita a mantenere la posizione se il battaglione del 4° reggimento leggero italiano non avesse improvvisamente ceduto. Troppo debole per difendere la posizione da solo, l'altro battaglione si ritirò in buon ordine sulle alture di Rakek, dove fu raccolto dalle truppe che Palombini aveva schierato su questa seconda posizione.
Gli italiani furono presto raggiunto nella loro nuova posizione dalla stessa colonna che gli aveva attaccati poco prima. Gli austriaci, troppo giovani ed esaltati per ascoltare i loro ufficiali che invano tentavano di riorganizzarli, si lanciarono con impeto ed estremo disordine contro i napoleonici: una carica alla baionetta da parte delle forze di Palombini fu più che sufficiente per rompere i loro ranghi e mandarli nel panico. La battaglia sarebbe stata persa senza l'intervento di Milutinović, che salì rapidamente su un'altura che dominava la posizione di Palombini, permettendo agli altri due comandanti austriaci di schierarsi sulla sua destra. Nel frattempo, Palombini aveva disposto i suoi uomini a quadrato nei pressi della strada che si dirigeva ad Adelsberg, protetti da un battaglione sulle alture alla sua destra, dalla cavalleria lasciata in pianura e da una batteria di 10 cannoni. Gli austriaci di Milutinović, stanchi ed inferiorità numerica, erano convinto che Palombini stesse per ricevere dei rinforzi e di conseguenza si limitarono a mantenere le posizioni mentre la divisione italiana si ritirava verso Maunitz senza essere inseguito.

## Conseguenze
Gli italiano persero circa 700, dei quali 400 catturati dal nemico. Le perdite austriache si limitarono a circa un centinaio di soldati. Mentre Palombini si ritirava verso Adelsberg, inseguito in seguito da Csivich, gli altri due generali fecero ritorno verso Weichselburg, dove si ricongiunsero con la brigata del generale Rebrovich nel pomeriggio del 28 settembre. Palombini sarebbe comunque stato costretto a retrocedere anche in caso di successo: Nugent stava avanzando verso Basovizza mentre la flotta inglese era stata avvistata nel golfo di Trieste, dove aveva lasciato sbarcare una compagnia austriaca.
La sconfitta di Zirknitz fu l'ultima notevole battaglia combattuta nelle Province Illiriche. Le notizie che circolavano su una possibile defezione della Baviera, precedentemente alleata dei francesi, preoccupavano non poco Eugenio: gli austriaci avrebbero avuto un fronte in meno su cui combattere, liberando migliaia di uomini, ed avrebbero potuto attaccare dal Tirolo, cogliendo l'intero esercito franco-italiano alle spalle. Inoltre, come reso evidente dalle recenti sconfitte, l'esercito di Eugenio non aveva la forza per poter riprendere le proprie posizioni nella valle della Sava. Pertanto, Eugenio raccolse i propri uomini e si preparò a marciare verso ovest, in direzione del Veneto, dove intendeva creare un linea difensiva contro l'esercito di Hiller.